# A4 Marruecos
La Autopista del Estrecho o A4 es una autopista marroquí que tiene su inicio en Tánger y termina como autopista en el puerto de Tánger Med, donde se enlaza con España y la Unión Europea a través de ferry.

## Historia y descripción
La autopista A4 (54 km) está conectada con la A1 y llega hasta el puerto Tanger Med donde se conecta a la A6 por una autovía de 13 km en Castillejos. De hecho, es una prolongación de la autopista Rabat-Tánger reservada a los vehículos que se dirigen hacia Europa desde Marruecos y todo el oeste de África.

## Tramos
- 2007 :  A1  – Carretera nacional 2 : 23 km
- 2008 : Carretera nacional 2 – Puerto Tanger Med : 31 km

## Salidas A4
| A 4 Autoroute A4 Tanger - Tanger Med |                            |      |      |
| Elemento                             | Nombre de Salida           | ↓km↓ | ↑km↑ |
|                                      | A 1 Tánger                 |      | +0   |
|                                      | Tánger Oeste               |      | +1   |
|                                      | Tánger-Ain Dalia           |      | +12  |
|                                      | Tánger Este                |      | +23  |
|                                      | Área de servicio de Tánger |      | +25  |
|                                      | Melusa                     |      | +26  |
|                                      | Peaje de Melusa            |      | +26  |
|                                      | Alcazarseguir              |      | +45  |
|                                      | Tánger Med                 |      | +54  |